# ロバート・ヘルプマン
ロバート・ヘルプマン（Robert Helpmann、1909年4月9日 - 1986年9月28日 ）は、オーストラリアのバレエ・ダンサー、俳優、舞台演出家、振付家。

## 出演作品
- イヴ物語
- パトリック（ドクター・ロジェット）
- 殺しのパズル
- 不思議の国のアリス
- チキ・チキ・バン・バン
- 赤い靴
- キャラバン
- ヘンリィ五世
- さらばベルリンの灯